# Jonathan Hirschi
Jonathan Hirschi (* 2. Februar 1986 in Saint-Imier, Kanton Bern) ist ein Schweizer Automobilrennfahrer.

## Karriere
Jonathan Hirschi begann mit dem Motorsport 2002 in der nationalen Kart-Meisterschaft. In den folgenden Jahren bestritt er verschiedene Rennen in nationalen Meisterschaften in der Schweiz, Frankreich, Deutschland und Italien. In diesen Meisterschaften konnte er Rennen gewinnen oder auf dem Siegerpodest der ersten drei beenden.
Im Jahr 2007 fuhr er in der Deutschen Formel-3-Meisterschaft drei Rennen. Dabei war der siebte Rang sein bestes Resultat. In der Gesamtwertung der Meisterschaft wurde er auf dem 15. Rang gewertet.
Nach wiederholten guten Resultaten 2007 und 2008 wurde Hirschi im Jahr 2009 Vize-Meister in der Europäischen Megané Trophy. Er gewann drei Rennen in dieser Saison, zwei Läufe in Spa und einen in Barcelona.
2010 bestritt Hirschi die FIA-GT1-Weltmeisterschaft mit dem Team Hexis Racing in einem Aston Martin DBR9. Das Team sicherte sich den Weltmeistertitel. Hirschi belegte in Silverstone den zweiten Rang als bestes Resultat und fuhr zweimal Pole-Position. Mit 62 Punkten belegte er den zwölften Rang in der Weltmeisterschaft.

Im französischen Porsche Carrera Cup klassierte sich Hirschi drei Mal auf dem Siegerpodest der ersten Drei im gleichen Jahr.

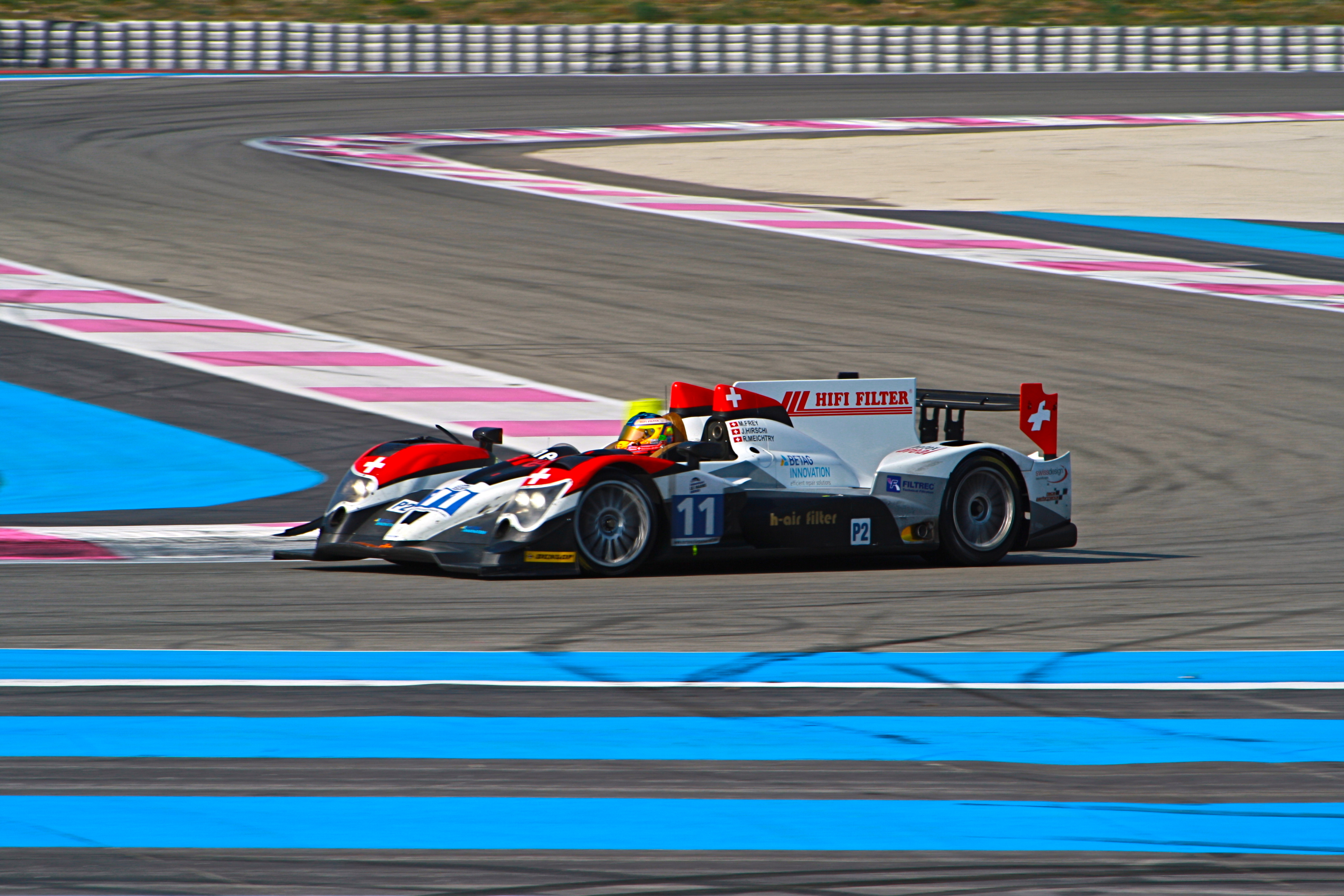
Jonathan Hirschi im Oreca-Judd (LMP2) in Le Castellet 2012

Beim 24-Stunden-Rennen von Le Mans 2011 startete er in der LM GTE PRO Klasse mit einem Lotus Evora GTE vom Team Lotus Jetalliance. Im Schlussklassement belegte er den 22. Rang und den siebten Platz in seiner Klasse.
Parallel startete Hirschi in der European Le Mans Series (ELMS), in der Blancpain Endurance Series und bei dem 24-Stunden-Rennen von Le Mans in den Jahren 2012 und 2013.

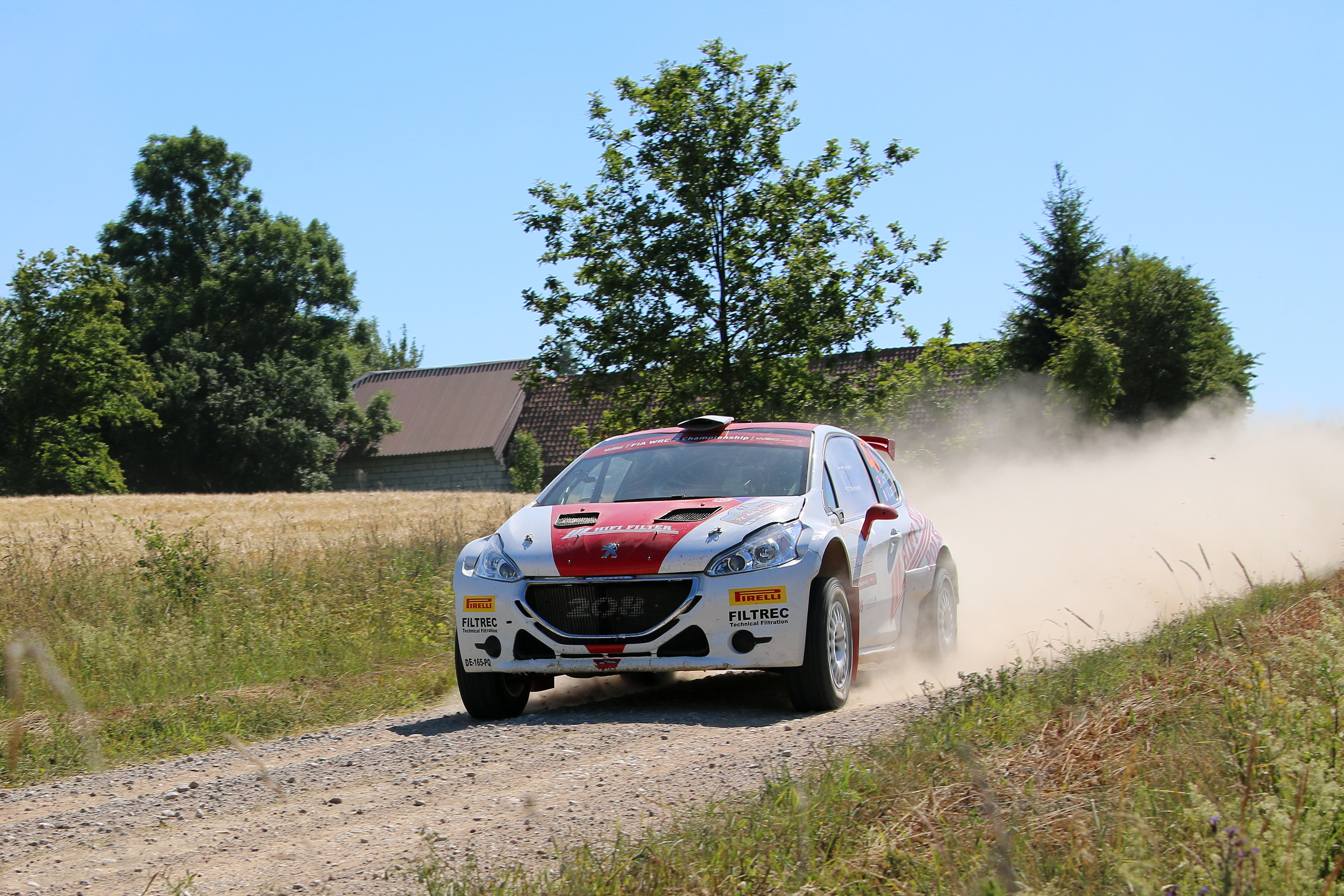
Jonathan Hirschi bei der Rallye Polen 2015

Eine weitere Leidenschaft von Jonathan Hirschi ist der Rallye-Sport. In der Rallye-Europameisterschaft (ERC) fuhr er 2012 bei der Rallye International du Valais einen sechsten Rang heraus. 2014 folgte ein vierter Platz bei der gleichen Rallye. In den Jahren 2012 und 2014 startete er in der Rallye-Weltmeisterschaft in der Klasse WRC2 und WRC. Bis dahin gelangen ihm keine nennenswerte Erfolge. 2015 sind weitere Rallye-Einsätze geplant in der WRC2. Bei der Rallye Monte Carlo klassierte er sich auf dem 19. Gesamtrang und in der Klasse WRC2 auf dem fünften Schlussrang.

## Statistik

### Einzelergebnisse WRC
| Jahr | Team             | Fahrzeug        | 1   | 2   | 3   | 4   | 5   | 6   | 7   | 8   | 9   | 10  | 11  | 12  | 13  | Punkte | Rang |
| ---- | ---------------- | --------------- | --- | --- | --- | --- | --- | --- | --- | --- | --- | --- | --- | --- | --- | ------ | ---- |
| 2012 | Saintéloc Racing | Citroën DS3 R3T | MON | SWE | MEX | POR | ARG | GRE | NZL | FIN | DEU | GBR | FRA | ITA | ESP | -      | -    |
| 2012 | Saintéloc Racing | Citroën DS3 R3T |     |     |     |     |     |     |     | DNF |     |     |     |     |     | -      | -    |
| 2014 | HRT Rally Team   | Peugeot 208 T16 | MON | SWE | MEX | POR | ARG | ITA | POL | FIN | DEU | AUS | FRA | ESP | GBR | -      | -    |
| 2014 | HRT Rally Team   | Peugeot 208 T16 |     |     |     |     |     |     |     | 50  |     |     |     |     |     | -      | -    |
| 2015 | Jonathan Hirschi | Peugeot 208 T16 | MON | SWE | MEX | ARG | POR | ITA | POL | FIN | DEU | AUS | FRA | ESP | GBR | -      | -    |
| 2015 | Jonathan Hirschi | Peugeot 208 T16 | 19  |     |     |     | DNF |     | DNF |     | DNF |     | 25  |     |     | -      | -    |

### Einzelergebnisse WRC2
| Jahr | Team             | Fahrzeug        | 1   | 2   | 3   | 4   | 5   | 6   | 7   | 8   | 9   | 10  | 11  | 12  | 13  | 14 | Punkte | Rang |
| ---- | ---------------- | --------------- | --- | --- | --- | --- | --- | --- | --- | --- | --- | --- | --- | --- | --- | -- | ------ | ---- |
| 2015 | Jonathan Hirschi | Peugeot 208 T16 | MON | SWE | MEX | ARG | POR | ITA | POL | FIN | DEU | AUS | FRA | ESP | GBR |    | 18     | 24   |
| 2015 | Jonathan Hirschi | Peugeot 208 T16 | 5   |     |     |     | DNF |     | DNF |     | DNF |     | 6   |     |     |    | 18     | 24   |

| Legende  | Legende            | Legende                                                          |
| Farbe    | Abkürzung          | Bedeutung                                                        |
| -------- | ------------------ | ---------------------------------------------------------------- |
| Gold     | –                  | Sieg                                                             |
| Silber   | –                  | 2. Platz                                                         |
| Bronze   | –                  | 3. Platz                                                         |
| Grün     | –                  | Platzierung in den Punkten                                       |
| Blau     | –                  | Klassifiziert außerhalb der Punkteränge                          |
| Violett  | DNF                | Rennen nicht beendet (did not finish)                            |
| Violett  | NC                 | nicht klassifiziert (not classified)                             |
| Rot      | DNQ                | nicht qualifiziert (did not qualify)                             |
| Rot      | DNPQ               | in Vorqualifikation gescheitert (did not pre-qualify)            |
| Schwarz  | DSQ                | disqualifiziert (disqualified)                                   |
| Weiß     | DNS                | nicht am Start (did not start)                                   |
| Weiß     | WD                 | zurückgezogen (withdrawn)                                        |
| Hellblau | PO                 | nur am Training teilgenommen (practiced only)                    |
| Hellblau | TD                 | Freitags-Testfahrer (test driver)                                |
| ohne     | DNP                | nicht am Training teilgenommen (did not practice)                |
| ohne     | INJ                | verletzt oder krank (injured)                                    |
| ohne     | EX                 | ausgeschlossen (excluded)                                        |
| ohne     | DNA                | nicht erschienen (did not arrive)                                |
| ohne     | C                  | Rennen abgesagt (cancelled)                                      |
| ohne     | keine WM-Teilnahme |                                                                  |
| sonstige | P/fett             | Pole-Position                                                    |
| sonstige | 1/2/3/4/5/6/7/8    | Punktplatzierung im Sprint-/Qualifikationsrennen                 |
| sonstige | SR/kursiv          | Schnellste Rennrunde                                             |
| sonstige | *                  | nicht im Ziel, aufgrund der zurückgelegten Distanz aber gewertet |
| sonstige | ()                 | Streichresultate                                                 |
| sonstige | unterstrichen      | Führender in der Gesamtwertung                                   |

### Le-Mans-Ergebnisse
| Jahr | Team                    | Fahrzeug        | Teamkollege                | Teamkollege      | Platzierung | Ausfallgrund |
| ---- | ----------------------- | --------------- | -------------------------- | ---------------- | ----------- | ------------ |
| 2010 | Matech Competition      | Ford GT1        | Romain Grosjean            | Thomas Mutsch    | Ausfall     | Unfall       |
| 2011 | Jetalliance Racing Team | Lotus Evora GTE | James Rossiter             | Johnny Mowlem    | Rang 22     |              |
| 2012 | Race Performance        | Oreca 03        | Michel Frey                | Ralph Meichtry   | Rang 26     |              |
| 2013 | HVM Status GP           | Lola B12/80     | Tony Burgess               | Johnny Mowlem    | Ausfall     | Unfall       |
| 2017 | CEPC Manor TRS Racing   | Oreca 07        | Tor Graves                 | Jean-Éric Vergne | Rang 7      |              |
| 2018 | Graff SO24              | Oreca 07        | Vincent Capillaire         | Tristan Gommendy | Rang 6      |              |
| 2019 | Graff                   | Oreca 07        | Vincent Capillaire         | Tristan Gommendy | Rang 14     |              |
| 2020 | Duqueine Engineering    | Oreca 07        | Konstantin Tereschtschenko | Tristan Gommendy | Ausfall     | Unfall       |